# (11859) Danngarcia
(11859) Danngarcia, désignation provisoire 1988 SN1, est un astéroïde de la ceinture principale découvert en 1988.

## Description
(11859) Danngarcia a été découvert le 16 septembre 1988 à l'observatoire interaméricain du Cerro Tololo, un observatoire astronomique professionnel situé dans le désert d'Atacama, au Nord du Chili, par Schelte J. Bus.

### Caractéristiques orbitales
L'orbite de cet astéroïde est caractérisée par un demi-grand axe de 2,34 UA, un périhélie de 1,96 UA, une excentricité de 0,16 et une inclinaison de 7,54° par rapport à l'écliptique. Du fait de ces caractéristiques, à savoir un demi-grand axe compris entre 2 et 3,2 UA et un périhélie supérieur à 1,666 UA, il est classé, selon la JPL Small-Body Database, comme objet de la ceinture principale.

### Caractéristiques physiques
(11859) Danngarcia a une magnitude absolue (H) de 14,7 et un albédo estimé à 0,284.

## Étymologie
Cet astéroïde est nommé en l'honneur de Dann Garcia (1977-).